# Provinciaal beschermd gezicht Barsingerhorn
Het Beschermd Dorpsgezicht Barsingerhorn is een aangewezen beschermd dorpsgezicht in en rondom het dorp Barsingerhorn, in de gemeente Hollands Kroon. Het gebied omvat onder andere de Heerenweg en omliggende weilanden.
Op 3 mei 1993 wees de provincie Noord-Holland dit deel van de toenmalige gemeente Niedorp aan als beschermd dorpsgezicht. Panden krijgen niet de status van beschermde monumenten doordat ze in beschermd gebied staan, maar de gemeente heeft wel het bestemmingsplan moeten aanpassen om toekomstige ontwikkelingen in het dorp te reguleren.
Vanwege de aanwijzing van het gebied werden een oud wandelpad en de abri van de tramlijn Van Ewijcksluis - Schagen gerestaureerd.